# Сент-Радегонд (Приморская Шаранта)
Сент-Радего́нд (фр. Sainte-Radegonde) — коммуна во Франции, находится в регионе Пуату — Шаранта. Департамент коммуны — Приморская Шаранта. Входит в состав кантона Сен-Поршер. Округ коммуны — Сент.
Код INSEE коммуны — 17389.

## Население
Население коммуны на 2010 год составляло 541 человек.
| 1962 | 1968 | 1975 | 1982 | 1990 | 1999 | 2010 |
| ---- | ---- | ---- | ---- | ---- | ---- | ---- |
| 246  | 248  | 270  | 302  | 369  | 382  | 541  |